# Биоакустика
Биоакустика (от др.-греч. βίος — жизнь, ἀκουστικός — слуховой, слушающийся) — область в биологии, раздел в зоологии, который занимается изучением звуковой сигнализации у животных и их звуковых взаимоотношений.
Область биоакустики — изучение роли звука как средства передачи информации в мире живых существ, изучение всевозможных существующих в природе способов звуковой связи между живыми существами, механизмы образования и восприятия у них звуков, а также принципы кодирования и декодирования передаваемой информации в живых биоакустических системах.
Биоакустика задействует зоологов, инженеров-акустиков, физиологов, психологов, лингвистов, математиков, инженеров-конструкторов, биоников и ряд других специалистов.

## История

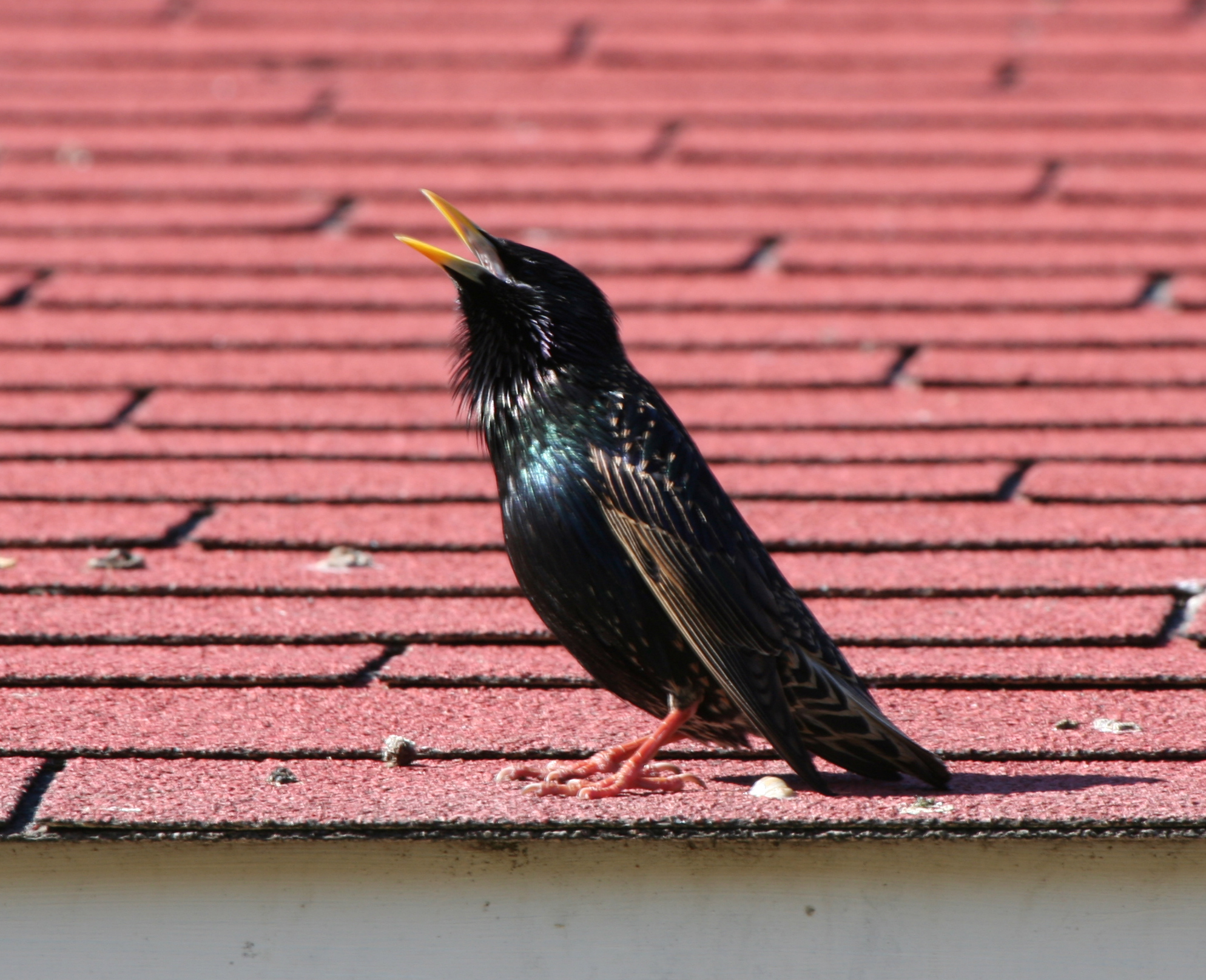
Поющий скворец

Своё признание эта область получила в 1956 году на I Биоакустическом конгрессе в Пенсильвании (США).
В 1974 и 1978 годах в Ленинграде состоялись два первых всесоюзных симпозиума, посвящённых биоакустике эмоционально-выразительных свойств голоса человека.
В СССР крупные научные центры по биоакустике находились в Институте эволюционной морфологии и экологии животных им. А. Н. Северцова АН СССР, Акустическом институте им. Н. И. Андреева АН СССР (Москва), в Институте физиологии им. И. П. Павлова и Институте эволюционной физиологии и биохимии им. И. М. Сеченова АН СССР (Ленинград), в МГУ и СПбГУ, на Карадагской биостанции Института биологии южных морей АН СССР. Есть свои научные центры и в США, Англии, Японии, Франции, Германии.

## Суть
Сложность звукового общения животных. Можно наблюдать переход от «механического» голоса, который создаётся за счёт трения различных частей тела, к использованию в дыхательных путях («настоящий» голос) воздушной струи. «Механический» голос наблюдает у таких животных, как пауки, многоножки, раки и крабы, насекомые (вибрация крыльев у жуков, колеблющиеся мембраны цикады и др.) Звуки наблюдаются у огромного количества рыб (из 42 семейств); они улавливают звук с помощью плавательного пузыря, чешуи, челюстей и так далее.

## Методы
Первый и простейший метод изучения языка животных — наблюдение.
Биоакустика коллекционирует голоса животных — это имеет большое научное значение, так как многие виды птиц или насекомых, почти не различимые внешне, хорошо отличаются по голосам, что позволяет выделить их в отдельные виды. Фонотеки также служат источником материала для применяемых на практике биоакустических методов (привлечения или отпугивания животных).
В СССР Центральная фонотека голосов животных располагалась при биолого-почвенном факультете МГУ с отделением в Институте биофизики АН СССР в Пущино на Оке. Большой фонотекой обладает ЛГУ, есть коллекции записей в Киеве, Тарту, Владивостоке и других городах. Корнеллский университет лишь записей голосов птиц имеет более 24 тысяч.
Б. Н. Вепринцев и А. С. Мальчевский занимались созданием фонотек голосов птиц, Е. В. Шишкова, Е. В. Романенко — рыб и дельфинов, И. Д. Никольский, В. Р. Протасов — рыб, А. И. Константинов, В. Н. Мовчан — млекопитающих, А. В. Попов — насекомых.
Один из современных методов биоакустики состоит в определении сигнального значения голосовых звуков. Осуществляется это посредством записи и воспроизведения тех или иных звуков с наблюдением за реакцией животных. Поэтому звукозаписывающее оборудование является одним из основных инструментов биоакустики.
Полезную информацию для животных могут нести сила, высота голоса, продолжительность звуков, их тембр. Анализ звука производится с помощью электронного осциллографа и сонографа.

## Практическое применение
Достижения биоакустики применяются как для привлечения животных (например, рыбы для лова или вредных насекомых для уничтожения), так и для отпугивания (например, птиц от аэродромов и полей или медведей от посёлков).
Приманивание рыбы на акустическую удочку, распространяющую в воде звуки добычи, позволяет иметь большие уловы. В промысловом лове используются и отпугивающие звуки — для удержания пойманной рыбы в кошельковом неводе, пока он ещё находится в воде. Здесь подбираются звуки рыб, которые охотятся на конкретную промысловую рыбу. Один из таких способов (имитатор звуков питающихся дельфинов-белобочек) был запатентован Ю. А. Кузнецовым, В. С. Китлицким, А. С. Поповым в советское время.

## Учёные
- Иван Реген — один из основателей биоакустики.

Учёные СССР:
- В. Е. Соколов
- Н. А. Дубовский
- Е. В. Романенко
- В. Д. Ильичёв
- В. М. Белькович
- А. С. Мальчевский
- В. Р. Протасов
- Е. В. Шинкова
- Г. В. Гершуни
- А. И. Константинов
- Е. К. Еськов

Учёные других стран:
- К. Норрис
- С. Джонсон
- У. Эванс
- Ф. Вуд
- Д. Гриффин
- Р. Хайнд
- Дж. Хаксли
- Л. Кох
- Н. Тинберген
- А. Гарднер
- Ф. Г. Паттерсон